# سید بیازید
سید بیازید (انگلیسی: Said Bayazid؛ زادهٔ ۲۰ ژانویهٔ ۱۹۷۷) یک ورزشکار اهل سوریه است.
از باشگاه‌هایی که در آن بازی کرده‌است می‌توان به الجیش سوریه و تیم ملی فوتبال سوریه اشاره کرد.
وی همچنین در تیم ملی فوتبال سوریه بازی کرده است.